# Amblyeleotris triguttata
Amblyeleotris triguttata és una espècie de peix de la família dels gòbids i de l'ordre dels perciformes.

## Morfologia
Els mascles poden assolir els 9 cm de longitud total.

## Distribució geogràfica
Es troba al Mar Roig, Golf d'Oman i Golf Pèrsic.